# Bačko Gradište

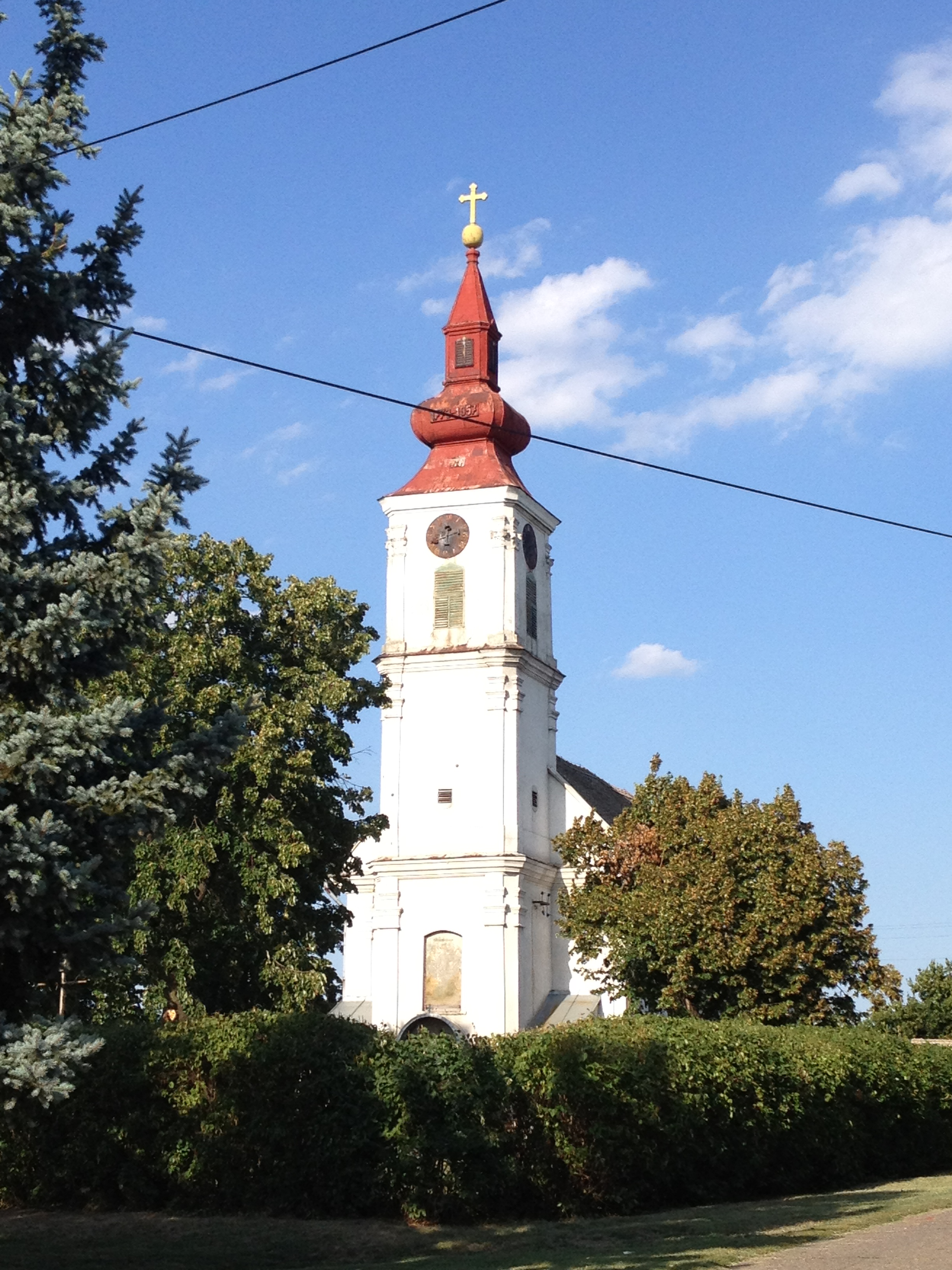
Die orthodoxe Kirche am Stadtrand

Bačko Gradište (serbisch-kyrillisch Бачко Градиште; ungarisch Bácsföldvár; deutsch Feldwar in der Batschau) ist ein Dorf in Serbien. Es gehört administrativ zur Opština Bečej im Bezirk Južna Bačka und liegt an der Tisa, dem größten Nebenfluss der Donau. Bei der letzten Einwohnerzählung im Jahr 2002 betrug die Einwohnerzahl 5.445. In Bačko Gradište leben Ungarn (45,49 %), Serben (43,44 %) und Bürger sonstiger Abstammung (11,07 %).

## Sehenswürdigkeiten
Im Dorfzentrum befindet sich die katholische St.-Michaels-Kirche und etwas weiter am Dorfrand befindet sich die orthodoxe Kirche.

## Bevölkerungsentwicklung
- 1961: 6.106
- 1971: 5.986
- 1981: 5.764
- 1991: 5.625
- 2002: 5.445

## Söhne und Töchter der Gemeinde
- Emery Reves (1904–1981), Journalist